# Miguel Ángel Nadal
Miguel Ángel Nadal Homar (Manacor, 28 de julho de 1966) é um ex-futebolista espanhol, atuava como zagueiro

## Carreira

### Clubes
Jogou em apenas dois clubes em sua carreira: no Mallorca, em duas passagens (1986-1991 e 1999-2005), e no Barcelona, onde ganhou o apelido de Besta de Barcelona.  Em 1997, chegou a ser cotada a sua transferência para o Manchester United, que acabou não se concretizando.
Nos últimos anos de sua carreira, Nadal, desgastado com o treinador Louis van Gaal, que o escalou em apenas duas partidas no Barcelona, antes de regressar ao Mallorca, em 2001.
Aposentou-se como jogador em 2005, aos 38 anos.

### Seleção Espanhola
Foi convocado para três Copas do Mundo (1994, 1998 e 2002, esta aos 35 anos). 

## Vida familiar
Miguel Ángel Nadal é tio do tenista Rafael Nadal.